# 里久鳴祐果
里久鳴 祐果（りくな ゆか、1988年8月31日 - ）は、日本のアイドル、女優。ヤザ・パパ所属。かつてはシャイニングウィルに所属していた。

## 略歴
2006年、6代目ダービースタリオンイメージガールを務め、PSPゲームソフト「ダービースタリオンP」のCMに出演。2008年にテレビドラマ『正しい王子のつくり方』（テレビ東京）で連続ドラマ出演。2010年にはテレビドラマ『大魔神カノン』（テレビ東京）で主演を演じた。

## 人物
- 特技は出身地である東京23区を7秒以内に言い切ること[4][2]。

## 出演

### テレビ
ドラマ 
- 正しい王子のつくり方（2008年1月 - 3月、テレビ東京） - 桐山燈子 役
- 土曜ワイド劇場「温泉医ぽっかや事件カルテ7」（2009年3月22日、テレビ朝日） - 小暮 由加里 役
- 大魔神カノン（2010年4月 - 9月、テレビ東京） - 主演・巫崎カノン 役
- 花嫁のれん（フジテレビ/東海テレビ制作） - 神楽瑠璃子 役
  - 第1シリーズ（2010年11月1日 - 12月29日）
  - 第2シリーズ（2011年10月31日 - 12月29日）
  - 第3シリーズ（2014年1月6日 - 3月28日）
- 警視庁捜査一課9係 season10 第2話（2015年4月29日、テレビ朝日） - 唐沢逸子 役
- 特捜9 第6話（2018年5月16日、テレビ朝日） - 金子あゆみ 役

 バラエティ 
- 出川一茂ホラン☆フシギの会（2023年3月17日、テレビ朝日）[5]。

### 映画
- うた魂♪（日活、2008年3月） - 前田幸役
- イケてる2人（2009年10月） - 甘糟真希 役
- 口裂け女 リターンズ（2012年7月、ジョリー・ロジャー）[6]
- エクステ娘 劇場版（2014年2月15日）

### ネットドラマ
- 美人坂（2010年7月2日 - 8月6日、JNC） - ユカ役

### CM・広告
CM
- PSPゲームソフト「ダービースタリオンP」（2006年）
- audio-technica 〜青春群像篇〜（2007年3月 - ）
- 叙々苑（2007年7月 - ）
- ファイテン VM（2007年8月 - ）

広告
- SETTE（ジェムケリー 2006年4月 - ）イメージキャラクター

### ラジオ
- ピートム.Comic Jack（ABCラジオ、2006年10月 - 2009年3月）
- NHK FMラジオドラマ『リテイク・シックスティーン』（2013年8月26日 - 9月13日） - 貫井孝子 役

### オリジナルビデオ
- 呪島（2007年12月） - 星野仁美 役
- Rainbow Boys（2008年2月） - さくら 役
- 仮面ライダードライブ シークレット・ミッション type TOKUJO（2015年 - 2016年） - 葛西瞳 役

### PV
- JANGA69「Advance」（2007年7月）
- 美菜「時空のかけら」（2007年7月）

## 作品

### 写真集
- 女子高制服図鑑2006 （ぶんか社、2005年12月26日発売、ISBN 978-4821126729）撮影：川島昭樹
- R（あーる） （彩文館出版、2006年8月24日発売） 撮影：唐木貴央

### DVD
- RIKU NAVI （リバプール、2006年8月25日）
- ゆかの休日（リバプール、2006年1月14日）

### 舞台
- 笑劇「地獄八景」〜あの世も、この世も、イリュージョン〜（プリンセス天功まつりVol.1 2007年12月13日 - 16日）
- 朝倉薫演劇団特別公演「幕末エンジェル 〜伝えたい愛の歌〜」（2008年11月27日 - 30日、野方区民ホール）
- 鈴村展弘プロデュース BELL＋UP COMPANY「リセット3・2・1…」（2010年2月2日 - 7日、シアターグリーン BIG TREE Theater）
- 劇団男魂 第12回本公演「バカデカ」（2012年8月5日 - 12日、テアトルBONBONN）
- ブレイクアレッグ「衝撃ジョー!!!」（2013年1月31日 - 2月3日、中野ウエストエンドスタジオ）
- シザーブリッツ「ポセイドンの孫とYシャツと私」（2013年4月23日 - 28日、中野・劇場HOPE）
- K-FRONT+ vol.3 「THE BANK」 （2013年7月4日 - 8日、新宿・THEATER BRATS）
- シザーブリッツ「ニューシネマパラダイちゅ」（2013年11月9日、高田馬ラビネスト） - 日替わりゲスト
- シザーブリッツ「永遠にムーン」（2014年5月1日 - 11日、サンモールスタジオ） - 奥菜うさぎ 役
- Cooch「BAMBI TIME-バンビタイム-」（2015年3月4日 - 8日、中野・ザ・ポケット）
- JOE Company SUMMER TOUR 2015「ハオト」
  - 東京公演（2015年6月11日 - 15日、新宿・紀伊国屋ホール）
  - 京都公演（2015年6月21日、京都府立府民ホール）
  - 名古屋公演（2015年6月24日、名古屋市芸術創造センター）
  - 札幌公演（2015年6月27日 - 28日、札幌スクールオブミュージック&ダンス専門学校）
  - 広島公演（2015年7月1日、アステールプラザ多目的スタジオ）
  - 大阪公演（2015年7月4日 - 5日、近鉄アート館）
  - 熊本公演（2015年7月9日、はあもにいメインホール）
  - 福岡公演（2015年7月12日、西鉄ホール）
- シザーブリッツ「軽くフィクション」（2016年1月20日 - 24日、中野・ザ・ポケット） - 紺野百合 役
- トキノコプレゼンツ「隣のきのこちゃんpart2〜プロポーズはオドローゼ〜」（2016年3月9日 - 13日、池袋・シアターKASSAI） - わたしの彼女（幸子） 役